# 肩斑長鳚鮗
肩斑長鳚鮗，為鱸形目鱸亞目擬雀鯛科的其中一種，發現於南非納塔爾省Umhlangakulu河半鹹水域，本魚身體細長，背鰭硬棘1枚、背鰭軟條52-53枚;臀鰭硬棘0枚;臀鰭軟條42-43枚，體長可達7公分，棲息在底層水域，生活習性不明。

## 擴展閱讀
維基物種上的相關：肩斑長鳚鮗